# Ágas-patak
Az Ágas-patak a Visegrádi-hegységben ered, Pest vármegyében, mintegy 360 méteres tengerszint feletti magasságban, a Nagy-Som-hegy 473 méter magasan lévő és a Kis-Disznó-hegy 414 méter magasan elhelyezkedő csúcsai közt húzódó, Akasztó-lyuk nevű völgyben.
A patak forrásától kezdve végig jellemzően északi vagy észak-északkeleti irányban halad. A Som-rét elnevezésű kirándulóhely közelében éri el és keresztezi az 1116-os út nyomvonalát, itt egyúttal elhalad a Kis-Som-hegy 368 méteres csúcsa és egy 342 méter magas névtelen hegy között. Ettől kezdve a völgy neve, amelyben húzódik – párhuzamosan az említett úttal – Császár-völgy vagy Ágas-völgy. Még egy magaslat, a 363 méter magasságú Cukorsüveg lábainál folyik el a patak, majd a völgye lassanként szélesedik. Folyása utolsó kilométerén északkeleti irányba fordul, felveszi a Gyula-forrás vizét, majd Visegrád Lepence nevű településrészének első házaitól nem messze beletorkollik a Lepence-patakba. A két patak közös szakasza alig párszáz méter, ami után vizük a Dunába folyik, miután előzőleg még elhaladt az 1116-os út és a 11-es főút pályateste alatt.

## Part menti település
- Visegrád